# NGC 6728
NGC 6728 est un vieil amas ouvert,, situé dans la constellation de l'Écu de Sobieski. Il a été découvert par l'astronome germano-britannique William Herschel en 1784.
On sait peu de choses au sujet de cet amas. D'ailleurs, le professeur Seligman et Wolfgang Steinicke sont d'avis qu'il s'agit d'un regroupement d'étoiles et non d'un amas ouvert,.

## Caractéristiques
Certaines caractéristiques apparaissent sur la base de données Simbad, mais une publication très récente (2023) basée sur les mesures de la parallaxe par le satellite Gaia a permis une mise à jour importante des données. Les données du « GAIA EARLY DATA RELEASE 3 (GAIA EDR3) » ont également permis aux auteurs (Almeida, Monteiro et Dias) de cette publication d'estimer la masse de 773 amas ouverts, dont celle de NGC 6940 qui est de 1170 ± 234 {\displaystyle M_{\odot }}.

### Distance et vitesse
Cet amas est à 1 699 ± 21 pc du système solaire.
Selon deux publications récentes (2021) basées sur les mesures réalisées par le satellite Gaia de la parallaxe des étoiles de NGC 6728, l'amas est entre 1 561 ± 49 pc (∼5 090 al) et environ 1 829 pc (∼5 970 al) du système solaire. La base de données Simbad indique trois autres valeurs de la distance, passablement différentes. La moyenne des cinq valeurs est 1 771 ± 937 pc (∼5 780 al).
Deux valeurs de la vitesse sont indiquées par Simbad, toutes deux basée sur les mesures de Gaia : 11,51 ± 0,46 km/s (inscrite dans deux publications), et 11,855 ± 0,333 km/s.

### Métallicité
Simbad rapporte deux valeurs de la métallicité (Fe/H) : 0,000 et -0,065. Selon Almeida et ses collègues, la métallicité de l'amas est égale à 0,122 ± 0,049. Selon cette veleur, le pourcentage d'éléments lourds (plus lourd que l'hydrogène et l'hélium) de cet amas serait compris entre 118% et 148% (100,122 ± 0,049) de celui du Soleil.

## Étoiles
Simbad montre aussi un bouton nommé Children. En cliquant sur ce bouton, on atteint une section de cette base de données qui renferme un tableau contenant 265 entrées pour NGC 6728. Cependant, des étoiles (les Children) peuvent apparaître plusieurs fois dans la deuxième colonne du tableau, d'où le nombre de liens bibliographiques qui est supérieure au nombre d'étoiles. La quatrième colonne de ce tableau indique la probabilité que l'étoile appartienne à l'amas. En cliquant sur le titre de cette colonne, on peut classer la probabilité par ordre croissant ou décroissant. En cliquant sur la désignation de l'étoile, on atteint la page de Simbad qui résume ses propriétés.